# Грбови рејона Карачајево-Черкезије
Грбови рејона Карачајево-Черкезије обухвата галерију грбова административних јединица руске федералне републике Карачајево-Черкезије, са статусом градских округа и рејона, те њихове историјске грбове (уколико их има).
Већина грбова настала је након проглашење Карачајево-Черкезије 1992. године.

## Грбови округа и рејона
- Грб града 
 Черкеска
- Грб града 
 Карачајевска
- Грб рејона 
 Абазински
- Грб рејона 
 Адиге-Хабљски
- Грб рејона 
 Зеленчукски
- Грб рејона 
 Карачајевски
- Грб рејона 
 Малокарачајевски
- Грб рејона 
 Ногајски
- Грб рејона 
 Прикубански
- Грб рејона 
 Урупски
- Грб рејона 
 Уст-Џегутаински
- Грб рејона 
 Хабјешки